# Gabriel Lamé

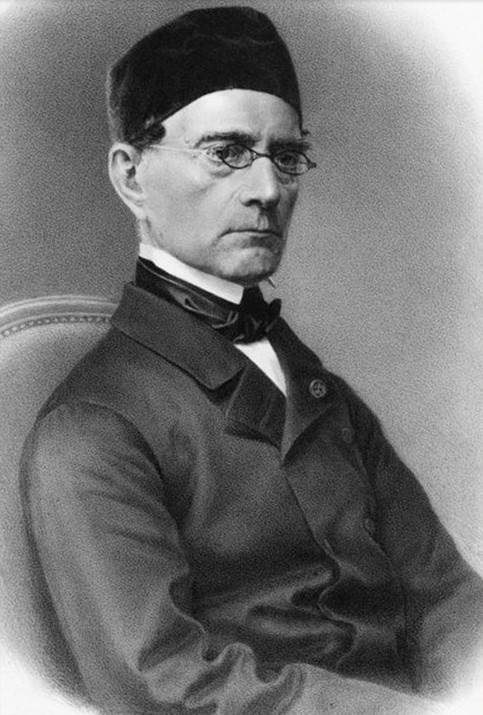
Gabriel Lamé

Gabriel Lamé (ur. 22 lipca 1795 w Tours, zm. 1 maja 1870 w Paryżu) – francuski matematyk i inżynier, członek Francuskiej Akademii Nauk, profesor politechniki i uniwersytetu w Paryżu. Zajmował się teorią liczb, geometrią i fizyką matematyczną, zwłaszcza teorią sprężystości (elastomechaniką).
Lamé jest znany przede wszystkim z opisania nowego typu krzywej: superelipsy, znanej także jako krzywa Lamégo. Jego prace dotyczyły też geometrii różniczkowej, a w teorii liczb pisał o algorytmie Euklidesa.
Jego nazwisko pojawiło się na liście 72 nazwisk na wieży Eiffla.